# Cyclophora suppunctaria
Cyclophora suppunctaria là một loài bướm đêm trong họ Geometridae.